# روزگار و نغمه‌هایش
روزگار و نغمه‌هایش نمایشنامه‌ای از محمّد چرم‌شیر است، که برای اولین بار در سال ۱۳۷۸، توسط انتشارات صنوبر در مجلد شبانه به‌چاپ رسیده است. در کتاب چاپ‌شده صنوبر چهار نمایش‌نامه گفت‌وگوی بی‌پایان ستاره با مادرش در وقت مردن، روزگار و نغمه‌هایش، خواب بی‌وقت حوریه و شبانه گنجانده شده است. داستان روزگار و نغمه‌هایش که مضمون آن دفاع مقدس است، مرور خاطرات چهل ساله یک همسر شهید را از ۲۰ تا ۶۰ سالگی روایت می‌کند. روایتگر داستان زن و مردی هستند، که پس از ازدواج، مرد به‌خاطر اعتقاداتش خانه را ترک می‌کند و به جبهه می‌رود.

## داستان
روزگار و نغمه‌هایش داستان زنی را روایت می‌کند که بعد از بیست روز زندگی، همسرش به جبهه می‌رود و او با یاد همسرش زندگی می‌کند؛ تا جایی که خبر شهادتش را نیز باور ندارد و داستان نیز طوری به‌تصویر کشیده می‌شود تا مخاطب هم باور نکند که او شهید شده است.

## اجرا
این نمایشنامه بارها در سالن‌های تئاتر به‌روی صحنه رفته است.